# Matt Lee (giocatore di football americano)
Matthew Lee (Oviedo, 6 giugno 2001) è un giocatore di football americano statunitense che milita nel ruolo di centro per i Cincinnati Bengals della National Football League (NFL).

## Carriera universitaria
Nella prima stagione di Lee a UCF nel 2019 disputò quattro partite. Nel 2020 disputò dieci partite, tutte come titolare, venendo inserito nella formazione ideale della conference. Nel 2021 disputò 12 partite, tutte come titolare, venendo inserito nella terza formazione ideale della conference. Nel 2022 giocò 13 partite, tutte come titolare, venendo inserito nella seconda formazione ideale della conference. A fine anno optò per cambiare istituto.
Lee nel 2023 passò a giocare con i Miami Hurricanes. In quella stagione fu classificato tra i migliori 15 centri nel college football da Pro Football Focus. A fine anno decise di passare tra i professionisti.

## Carriera professionistica

### Cincinnati Bengals
Lee fu scelto dai Cincinnati Bengals nel corso del settimo giro (237º assoluto) del Draft NFL 2024. Nella sua prima stagione disputò tutte le 17 partite, di cui una come titolare.